# کورنروپین
کورنروپین  (به انگلیسی: Kornerupine) با فرمول شیمیایی Mg4Al6[(OOH)2-BO4-(SiO4)4] از مجموعه کانی هاست و کانی مشابه آن آندالوزیت است. از نام زمین‌شناس دانمارکی A.N.Korne -rup گرفته شده‌است در HF حل نمی‌شود - به سختی ذوب می‌شود. ترکیب شیمیایی متغیر برای اولین بار در آلمان شرقی کشف شد و از نظر شکل بلور: منشورهای بلند و طویل، رنگ: سفید - قهوه‌ای زرد - سبز - قهوه ای، شفافیت: غیر شفاف - نیمه شفاف، جلا: شیشه ای، رخ: ناکامل - مطابق با، سیستم تبلور: ارترومبیک و در رده‌بندی سیلیکات است  و منشأ تشکیل آن دگرگونی - آبرفتها است.
همایند کانی‌شناسی (پارانژ) آن آندالوزیت- بیوتیت- ارتوز- کوردیئریت است.
، از نظر ژیزمان بلوری - آگرگات علفی و گاهی شعاعی کمیاب است و بیشتر در آلمان شرقی، گروئنلند، ماداگاسکار، کانادا، سری لانکا و تانزانیا یافت می‌شود.

## منبع
- پردیس کشاورزی ایران